# Tmesisternus mucronatus
Tmesisternus mucronatus är en skalbaggsart som beskrevs av Charles Joseph Gahan 1916. Tmesisternus mucronatus ingår i släktet Tmesisternus och familjen långhorningar. Inga underarter finns listade i Catalogue of Life.